# Abdellah Taïa
Abdellah Taïa (in arabo عبد الله الطايع‎?; Rabat, 8 agosto 1973) è uno scrittore, regista e sceneggiatore marocchino, residente in Francia, a Parigi, dal 1998.

## Biografia
Abdellah Taïa nasce a Rabat l'8 agosto del 1973 da una numerosa e modesta famiglia originaria di Salé, città dove peraltro cresce. Dopo aver studiato letteratura francese presso le università di Rabat, Ginevra e Parigi (Sorbona), Taïa ha cominciato a dedicarsi alla stesura di romanzi e racconti in lingua francese, molti dei quali d'ispirazione autobiografica; tra le sue opere più famose: Des Maroc (Parigi: Paris-Méditerranée, 1999), Mon Maroc (Parigi: Séguier, 2000),  Le rouge du tarbouche (Parigi: Séguier, 2005; Casablanca: Tarik, 2006) e L'Armée du salut (Parigi: Seuil, 2006).
Nel 2007 è autore, assieme a Frédéric Mitterrand, di un libro di fotografie e prose intitolato Maroc 1900-1960 (Parigi: Actes Sud, 2007). Nel suo racconto De Jenih à Genet, contenuto nella raccolta Le rouge du tarbouche, narra dello scrittore, drammaturgo e poeta francese Jean Genet in Marocco, attraverso una storia d'amore ambientata a Larache (città dove Genet è seppellito).
Taïa è il primo scrittore marocchino ad aver dichiarato apertamente di essere omosessuale. Lo scrittore appare anche nel film di Rémi Lange Tariq el hob (trad. lett. "la strada per amare"), in cui i due protagonisti vanno a visitare la tomba di Genet.
Nell'agosto del 2009, nell'ambito del Mardi Gras svoltosi a Torre del Lago Puccini, nei pressi della zona di Viareggio (in provincia di Lucca), è stato premiato come personaggio gay dell'anno in Italia.
Dopo aver a lungo sognato di lavorare nel mondo del cinema, nel 2013 ha girato il suo primo film da regista, L'Armée du salut ("L'esercito della salvezza"), liberamente tratto dal suo omonimo romanzo, e invitato a partecipare alla Settimana della Critica della Mostra del Cinema di Venezia.
Nel 2021 ha ricevuto a Palermo il Premio Nino Gennaro, che viene assegnato ogni anno dal Sicilia Queer filmfest a persone che si siano distinte a livello internazionale nella promozione della cultura lgbtqi+.

## Pubblicazioni
- (FR) Abdellah Taïa, Lettres a un jeune marocain, Parigi, Seuil, 2009, ISBN 978-2-02-100539-4.
- Abdellah Taïa, Uscirò da questo mondo e dal tuo amore, traduzione di Stefano Valenti, Milano, Isbn Edizioni, 2010, ISBN 978-88-7638-127-0.
- (CA) Abdellah Taïa, Una melanconia arab, Irun, Alberdania, 2009, ISBN 978-84-9868-065-2.
- (FR) Abdellah Taïa, L'armee du salut, Parigi, Seuil, 2006, ISBN 978-2-7578-0819-1.
- Abdellah Taïa, L'esercito della salvezza: romanzo di formazione, traduzione di Stefano Valenti, Milano, Isbn Edizioni, 2009, ISBN 978-88-7638-126-3.
- Abdellah Taïa, Anushka, traduzione di Silvia Nugara, in "Atti impuri", vol. 6, Torino, Miraggi, 2013,  pp. 13-19, ISBN 978-88-96910-36-8.